# 3D π
3D π är ett verk av den svenska konstnären Eva Löfdahl som förenar en Karl Johanssvamp och en pappersrulle till den matematiska symbolen pi: π.
| ”                      | Att en pappersrulle och en svamp upphöjts till en närmast mystisk, men också användbar talbeteckning visar hur det till synes enkla kan innehålla pusselbitar till någonting oändligt. | „ |
| – Ann-Catrine Eriksson | |   |